# اكتشاف مثبطات مختزلة الألفا-5 وتطويرها
يتناول هذا المقال اكتشاف مثبطات مختزلة الألفا-5 (5-إيه آر آي) وتطويرها، والمعروفة أيضًا باسم حاصرات الديهدروتستوستيرون (دي إتش تي).

## تطوير مثبطات مختزلة الألفا-5
هناك نوعان من 5-إيه آر آي: ستيرويدية ولاستيرويدية.

### مثبطات مختزلة الألفا-5 الستيرويدية
مختزلة الألفا-5 الستيرويدية هي إنزيم مرتبط بالغشاء من عائلة إنزيمات أكسدة-اختزال ولها دور مهم في التأثيرات البيولوجية تجاه استقلاب الستيرويد. في حال جرى التعبير عن مختزلة الألفا-5 الستيرويدية بشكل مفرط، فسوف يسبب ذلك إفراطًا في إنتاج الديهدروتستوستيرون ما قد يقود إلى اضطرابات أندروجينية لدى البشر.
تمتلك النظائر الإنزيمية لمختزلة الألفا-5 موقعًا محفزًا ستيرويديًا مماثلًا. المعلومة الوحيدة المتوفرة حول النظائر الإنزيمية لمختزلة الألفا-5 هي تسلسلها الأساسي المقدر من خلال الدنا المتمم الذي يؤثر في تصميم المثبطات الجديدة. البنية البلورية للنظائر الإنزيمية لمختزلة الألفا-5 غير معروفة لأن طبيعة إنزيم مختزلة الألفا-5 غير مستقرة في أثناء التنقية. صُممت أول مركبات 5-إيه آر آي من خلال تعديل بنية الركائز الطبيعية، بما في ذلك استبدال ذرة غير متجانسة مثل النيتروجين بذرة كربون واحدة من حلقات الستيرويدات وبالتالي تشكيل الأزاستيرويدات. من المعروف أن المستقبل يتكون من اثنين من المركبات المانحة للرابطة الهيدروجينية، حيث يرتبط   C3  والسلسلة الجانبية 17 بيتا للربائط، بالإضافة إلى ثلاث مجموعات كارهة للماء موزعة على الهيكل الستيرويدي. تتطابق أفضل مثبطات المستقبل مع هذه العوامل. الأزاستيرويدات هي نوع من مشتقات الستيرويد التي استُبدلت فيها ذرات نيتروجين بذرة كربون واحدة في مواضع مختلفة في نظام الحلقة الستيرويدية. يُسوق اثنان من الـ 4-أزاستيرويدات، وهما الفيناستيرَيد والدوتاستيرَيد، باعتبارهما من مثبطات مختزلة الألفا-5. كان الفيناستيريد (بروسكار أو بروبيشيا) أول مثبط ستيرويدي لمختزلة الألفا-5 وافقت عليه إدارة الغذاء والدواء الأمريكية (يو إس إف دي إيه). وهو يثبط وظيفة اثنين من النظائر الإنزيمية (النوعان الثاني والثالث). يقلل الفيناستيريد عند الإنسان من مستوى الديهدروتستوستيرون البروستاتي بنسبة 70-90% ويقلص حجم البروستات.
كان الدوتاستيريد (فودارت) ثاني مثبط ستيرويدي لمختزلة الألفا-5 تمت الموافقة عليه بعد الفيناستيريد. وهو مثبط تنافسي للنظائر الإنزيمية الثلاثة لمختزلة الألفا-5 ويثبط النوعين 1 و2 بدرجة أكبر من الفيناستيريد، ما يؤدي إلى مزيد من الانخفاض في الديهدروتستوستيرون، إذ تنخفض مستوياته بنسبة أكبر من 90% بعد سنة من الإعطاء الفموي.
الإبريستيرَيد هو ثالث مثبط ستيرويدي مسوّق لمختزلة الألفا-5. وهو مثبط نوعي لا تنافسي. فاعليته الدوائية ليست مهمة كما هو الحال مع الفيناستيريد أو الدوتاستيريد، ولذلك فإنه يُسوق في الصين فقط.

### مثبطات مختزلة الألفا-5 اللاستيرويدية
أجرت مجموعات صيدلانية وأكاديمية مختلفة عمليةَ اصطناع مركبات لاستيرويدية تثبط مختزلة الألفا-5 في جسم الإنسان بسبب الآثار الجانبية الهرمونية غير المرغوبة للمركبات الستيرويدية. يمكن تصنيف المثبطات اللاستيرويدية بناءً على بنيتها. استُحصل العديد منها من المثبطات الأزاستيرويدية عبر نزع حلقة واحدة أو أكثر من هيكل الستيرويد.
وُصفت أربع فئات رئيسية من 5-إيه آر آي اللاستيرويدية:
- البنزو(سي)كوينوليزينونات
- البنزو(إف)كوينولونونات
- البايبيريدونات
- الأحماض الكربوكسيلية

يُعتقد أن المثبطات اللاستيرويدية تعمل بصفتها مثبطات تنافسية للنظائر الإنزيمية لمختزلة الألفا-5، باستثناء مشابهات الإبريستيريد (الأحماض الكربوكسيلية)، وهي مثبطات لاتنافسية.
يُصنف البيكسلوسترايد ضمن فئة البنزو(إف)كوينولونونات، وهو على الأرجح المشتق الذي اقترب من مرحلة التسويق. يعمل كمثبط 5-إيه آر آي 1 الذي يمنع هرمون التستوستيرون من تحفيز نمو خلايا «إل إن سي إيه بّي»، ولكن دون هرمون التستوستيرون، لم يُبدِ المركب أي تأثير ولذلك لم يُسوق قط.

## علاقات النشاط بالبنية

### 4-أزاستيرويدات
أُجريت أبحاث على العديد من مثبطات مختزلة الألفا-5، ولكن سُوّق منها ثلاثة فقط. اثنان منها هما 4-أزاستيرويد وسنتناولهما هنا. كما ذُكر أعلاه، يُسوق الثالث منها، وهو الإبريستيريد، فقط في الصين ولن نتحدث عنه. في ما يخص وظائف التثبيط التنافسي، هناك وظيفتان مهمتان هما وظيفة 4-إِن-3-أون والسلسلة الجانبية 17بيتا المحبة للدهون مع ذرة أكسجين واحدة أو أكثر. المشاكل الرئيسية لـ 4-أزاستيرويدات هي التحول السريع إلى الشكل 5،4-ديهيدرو غير الفعال الذي يحدث بواسطة الإنزيم.
يُعد الفيناستيريد مشابهًا للحالة الانتقالية للتستوستيرون المختزل وبالتالي فهو مثبط غير عكوس بطيء التعويض. التشابه مع الحالة الانتقالية هو تكوين معقد إنزيم-ناد بّي-ديهدروفيناستيريد إضافي عن طريق إعادة الترتيب في الحلقة إيه من المركب.
يثبط الفيناستيريد بشكل أساسي 5ألفا-آر2 (5α-R2؛ قيمة التثبيط النصفي = 69 نانومول)، و5ألفا-آر3 (5α-R3؛ قيمة التثبيط النصفي = 17.4 نانومول)، مع تثبيط خفيف لـ 5ألفا-آر1 (5α-R1؛ قيمة التثبيط النصفي = 360 نانومول). كما ذُكر أعلاه، يقلل الفيناستيريد من مستويات الديهدروتستوستيرون البروستاتي بمجال 70-90%، ولكن بشكل تفصيلي، يكون انخفاض الديهدروتستوستيرون 70.8% ويكون انخفاض الديهدروتستوستيرون داخل البروستاتي 85%.
على أي حال، يُسمى الدوتاستيريد المثبط المزدوج من خلال تثبيطه كلًا من 5ألفا-آر1 و5ألفا-آر2. قيمة التثبيط النصفي لـ5ألفا-آر1 تساوي 7 نانومول، ولكنها تساوي 6 نانومتر بالنسبة إلى 5ألفا-آر2. كما ذُكر أعلاه، يخفض الدوتاستيريد الديهدروتستوستيرون بنسبة أكبر من 90% بالمجمل، أو 94.7% بدقة، وبالنسبة إلى الديهدروتستوستيرون داخل البروستاتي، يكون التخفيض بنسبة 97-99%. وُجد أن الدوتاستيريد يثبط 5ألفا-آر3 في المختبر بقيمة تثبيط نصفي تساوي 0.33 نانومول. تُظهر السلسلة الجانبية 5،2-ثنائي فلوروفينيل على الحلقة دي من المركب خصائص محبة للدهون بدرجة كبيرة، وبما أن زيادة محبة الدهون تعزز فعالية المركبات المرتبطة في موقع الجيب، فإن فاعليتها أكبر بكثير من الفيناستيريد.
الفيناستيريد هو مشابه غير مشبع لـ 4-أزاستيرويد آخر، أو 4-إم إيه (4-MA). من المعروف أن 4-إم إيه يمتلك خواص تثبيط مزدوجة مع تثبيط جيد لـ 5ألفا-آر1 (قيمة التثبيط النصفي = 1.7 نانومول) و5ألفا-آر2 (قيمة التثبيط النصفي = 1.9 نانومول). ومع ذلك، لم يُسوق 4-إم إيه قط لأنه أظهر سمية كبدية. لا تُوجد بيانات تفصيلية حول سبب التسمم الكبدي الذي يسببه 4-إم إيه في ما يتعلق بخصوص علاقة النشاط بالبنية، ولكن يمكن استنتاج أن مجموعة الجذر الألكيلي 2 (R2) هي السبب، إذ توجد مركبات 4-أزاستيرويد أخرى تحتوي على نفس مجموعة الجذر الألكيلي 1 (R1) مثل 4-إم إيه، أو الميتيل (CH3)، دون أن تظهر سمية كبدية.

## منتجات طبيعية

### مستخلص البلميط المنشاري
استنتجت وكالة الأدوية الأوروبية (إي إم إيه) أن مستخلص المنتج الطبيعي «البلميط المنشاري» يمكن استخدامه لعلاج أعراض تضخم البروستات الحميد (بي بّي إتش)، إذ أظهرت الأبحاث آثاره المثبطة لمختزلة الألفا-5. إن مستخلص سيرينوا ريبينس، المعروف أيضًا باسم خلاصة البلميط المنشاري، هو مثبط لمختزلة الألفا-5 يُباع بصفته مكملًا غذائيًا دون وصفة طبية. ويُستخدم أيضًا في أوروبا تحت الاسم التجاري بيرميكسون بصفته دواء صيدلانيًا لعلاج تضخم البروستات الحميد.